# Sesheke
Sesheke  este un oraș în Provinciei de Vest din Zambia. Localitatea, situată pe fluviul Zambezi este punct de graniță cu Namibia peste cursul de apă, orașul corespondent din țara vecină fiind Katima Mulilo. În 2004, cu sprijin german a fost realizat podul Katima Mulilo, realizându-se astfel legătura rutieră între regiunea Copperbelt a Zambiei și portul namibian Walvis Bay.